# Yorkton
Yorkton – miasto w Kanadzie, w prowincji Saskatchewan. W 2006 r. miasto to na powierzchni 24,57 km² zamieszkiwało 15 038 osób.